# Мулдашево
Мулда́шево (баш. Мулдаш) — деревня в Учалинском районе Республики Башкортостан Российской Федерации. Входит в состав Ильчигуловского сельсовета.

## География

### Географическое положение
Расстояние до:
- районного центра (Учалы): 105 км,
- центра сельсовета (Ильчигулово): 10 км,
- ближайшей железнодорожной станции (Учалы): 50 км.

## Население
| 2002 | 2009 | 2010 | 2012 |
| ---- | ---- | ---- | ---- |
| 146  | ↘115 | ↘81  | →81  |

## Достопримечательности
Озеро Драга.